# Науменков, Михаил Сергеевич
Михаил Сергеевич Науменков (19 февраля 1993, Москва, Россия) — российский хоккеист. Серебряный призёр молодёжного чемпионата мира 2012 в составе сборной России. Обладатель Кубка Гарина 2019 в составе ЦСКА.

## Игровая карьера
Воспитанник хоккейной школы ЦСКА, начал карьеру в молодёжной команде «Красная армия», за которую отыграл два полных сезона, выиграв в 2011 году Кубок Харламова.
Был отправлен в фарм-клуб ЦСКА ТХК Тверь, который играл в ВХЛ. По окончании сезона вернулся в состав «армейцев», где отыграл часть сезона 2013/2014. Затем он играл в «Адмирале», вернувшись затем в состав армейцев, где играл шесть с половиной сезонов, выиграв в 2019 году с командой Кубок Гагарина.
28 ноября 2020 года был обменян в «Салават Юлаев» на нападающего Никиту Сошникова.
5 июня 2025 года покинул «Салават Юлаев» по истечении срока контракта.

## Статистика
| Легенда | Легенда                    | Легенда | Легенда                   | Легенда | Легенда    |
| ------- | -------------------------- | ------- | ------------------------- | ------- | ---------- |
| И       | Количество проведённых игр | Штр     | Штрафное время            | +/−     | Плюс-минус |
| Г       | Голы                       | П       | Голевые передачи          | О       | Очки       |
| -       | Статистика неизвестна      | —       | Статистика не учитывалась |         |            |